# Bastille (band)
Bastille (gestileerd als BΔSTILLE) is een Britse alternatieve-rockband uit Londen. De singer-songwriter Dan Smith richtte Bastille eerst op als soloproject, en nodigde daarna wat van zijn vrienden uit om een groep te vormen. Het kwartet bestaat, naast Smith, uit Chris Wood, Kyle Simmons en Will Farquarson. In 2015 werd Charlie Barnes aan de band toegevoegd als extra lid bij tours. Anno 2021 heeft de band meer dan elf miljoen albums verkocht.
De band ontleende zijn naam aan de bestorming van de Bastille die plaatsvond op 14 juli, de Franse nationale feestdag, die tevens Dan Smiths verjaardag is. Ze staan getekend bij Virgin Records. De band is de derde Britse band na Queen en The Beatles die met één album in zowel de top vijf van de Britse als van de Amerikaanse hitlijsten stond. Hun vijf studioalbums stonden allemaal in de top vijf van de UK Albums Chart, drie ervan op de eerste plek.

## Geschiedenis

### Solojaren (2006-2010)

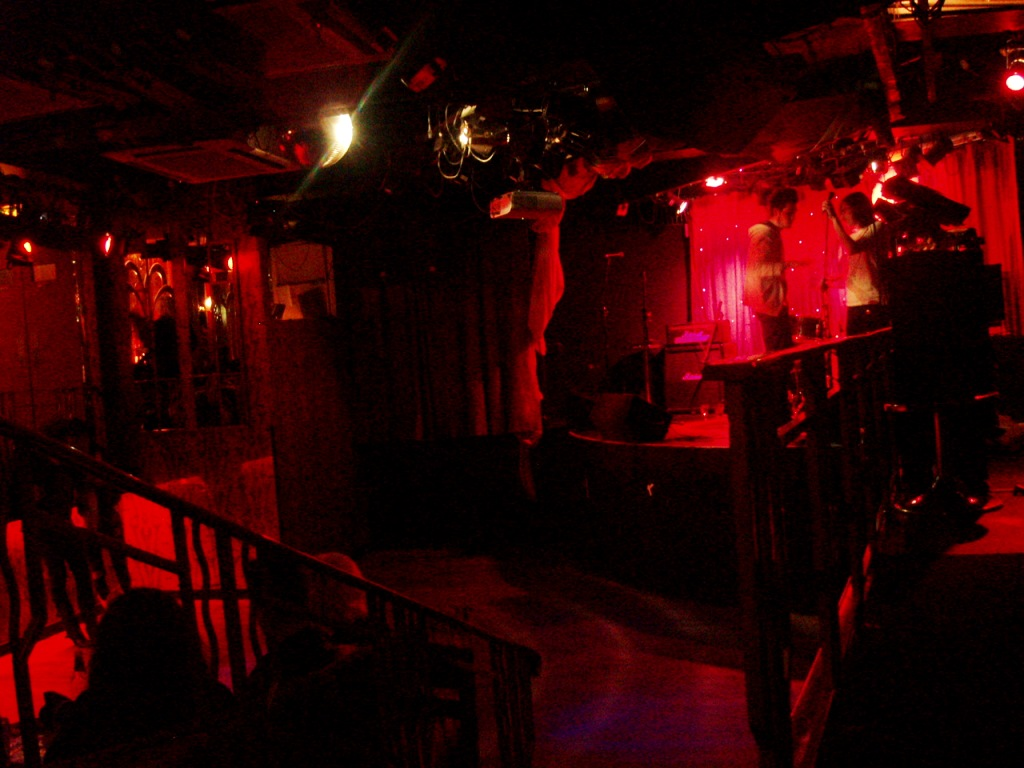
Dan Smith voor een solo-optreden in Madame JoJo's in Soho (2008)

De oorsprong van de band ligt in de solocarrière van Dan Smith. Op jonge leeftijd al zong Smith covers, maar hield dit geheim voor de buitenwereld. Op 27 april 2006 creëerde hij zijn Myspacepagina, die een belangrijke rol zou spelen in het uitbrengen van zijn muziek. Op 19 maart 2007 speelde hij, voor zover bekend, zijn eerste openbare optreden tijdens de finale van Bright Young Things. Dit was een lokale zangwedstrijd in Leeds, waar hij op de universiteit zat. Hij won deze wedstrijd met zijn nummer Ignoring Messages, wat bovendien het oudste bekende nummer is dat aan Smith, en dus Bastille, kan worden toegeschreven. Het nummer maakte deel uit van de compilatie-cd van de wedstrijd. Diezelfde maand bracht hij samen met Ralph Pelleymounter, de latere zanger van To Kill a King, een EP uit via MySpace, met daarop vier nummers. Er zouden later nog meer samenwerkingen volgen tussen hen en hun bands. De eerste muziekvideo van Smith kwam niet veel later, in april, uit, voor zijn nummer Dictator. Deze video werd gemaakt voor het 20/20/2 Vision-project, en werd onder meer op groot scherm uitgezonden op Millennium Square in Leeds.
Smith speelde talloze concerten als soloartiest, tot hij op 31 juli 2008 voor het eerst met een band optrad. Deze bestond, naast hijzelf, uit bassist Sam Edgington en drummer Chris 'Woody' Wood. Vanaf dan werd er af en toe gesproken van The Dan Smith Band in plaats van enkel Dan Smith. Deze laatste is anno 2021 nog steeds de drummer van de band. Later dat jaar tekent Smith zijn eerste platencontract bij Mi7 Records. Hier brengt hij op 2 februari 2009 zijn populairste solosingle uit, Alchemy, inclusief de B-kant Words Are Words. Het nummer kreeg nationale aandacht door op BBC Radio 1 te worden gespeeld, maar wist niet in de hitlijsten terecht te komen. Dat jaar speelde hij onder meer een intieme kampvuursessie op Glastonbury Festival, een van de grootste Britse festivals. Op 20 december 2009 brachten Smith, Wood en Pelleymounter de eerste vier nummers uit van een project getiteld Annie Oakley Hanging. Ze brachten dit project in de jaren daarna regelmatig opnieuw in de aandacht, maar het langverwachte album werd nog niet uitgebracht. Pelleymounter bevestigde in 2021 wel dat het album volledig klaar was.
Edgington werd in die periode vervangen door William Farquarson, die de huidige bassist van de band is. De eerste foto waarop Farquarson te zien is dateert van 30 maart 2010, maar waarschijnlijk trad hij eind 2009 al toe tot de band. Op 23 juli 2010 speelden ze hun laatste optreden onder de naam Dan Smith, waarna op 10 augustus de nummers Things We Lost in the Fire, Laura Palmer en Icarus werden uitgebracht onder de naam Bastille. Bij optredens later dat jaar maakte ook Kyle Simmons deel uit van de band, waarmee het huidige kwartet officieel vervolledigd werd.

### Eerste successen (2011-2012)
Het officiële debuut van Bastille vond pas plaats op 4 juli 2011, toen ze hun single Flaws, met als B-kant Icarus, uitbrachten bij het platenlabel Young and Lost Club. Hiervan werden slechts driehonderd exemplaren geperst. Een van de exemplaren kwam in handen van Alex Baker, presentator bij Kerrang! Radio. Baker begon Bastille te draaien op de radio en de band begon hierdoor een publiek te vinden. Later in 2011 brachten ze zelf de EP Laura Palmer uit. Na enkele nummers online te zetten via sites als YouTube en MySpace, begon het publiek van de band te groeien. In december 2011 tekende Smith een contract met Virgin Records. De groep trad vervolgens op op grote Britse festivals zoals Glastonbury, Isle of Wight, Redfest, Reading & Leeds en Blissfields. In februari en december 2012 bracht de band zelf de eerste twee delen van hun reeks mixtapes uit, getiteld Other People's Heartache.

### Bad Blood (2012-2014)

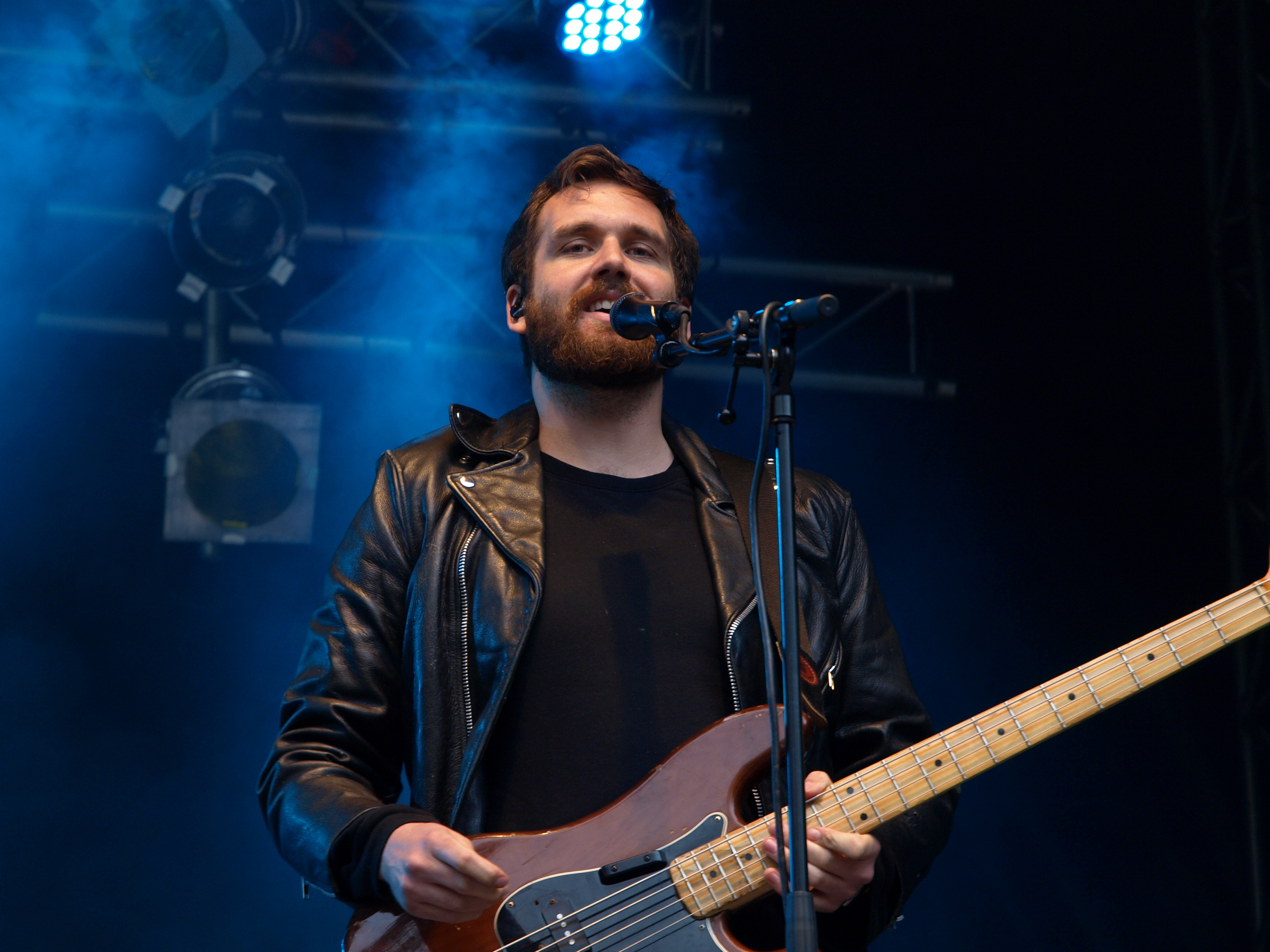
Gitarist Will Farquarson op het Finse Provinssirock (2013)

De eerste single bij Virgin werd op 27 april 2012 uitgebracht en kreeg de titel Overjoyed. De video hiervan werd echter al uitgebracht voordat de band getekend had bij Virgin. De tweede single van hun komende debuutalbum Bad Blood was het gelijknamige nummer Bad Blood. Een begeleidende video voor de single werd uitgebracht op 29 juni 2012, en digitaal via Virgin Records op 20 augustus 2012. Het nummer stond op nummer negentig in de Britse hitlijsten, en werd daarmee hun eerste nummer in een hitlijst. Bastille werd in juli 2012 uitgeroepen tot New Band of the Day door de Britse krant The Guardian. In augustus 2012 was de band het voorprogramma van Emeli Sandé. Later speelden ze een kleine headline-tournee, getiteld Flaws Tour in oktober 2012, met Swiss Lips als voorprogramma. In november 2012 trad de band op op het Clockenflap Music and Arts Festival in Hong Kong, hun eerste buiten Europa. Hun derde single, een heruitgave van Flaws, was een commercieel succes en leverde de groep hun eerste plekje op in de UK Top 40, met een debuut op nummer 21.
In februari 2013 bevestigde Bastille de release van de vierde single van hun album, Pompeii. Het nummer werd positief beoordeeld door critici en bereikte nummer twee in het Verenigd Koninkrijk en nummer vijf in de Verenigde Staten. Hun debuutalbum Bad Blood werd uitgebracht op 4 maart 2013, en bereikte de eerste plek in de UK Albums Chart. In een interview met Digital Spy in maart 2013 werd Laura Palmer onthuld als vijfde single van het album. Het werd uitgebracht op 3 juni 2013, en een begeleidende video voor het nummer ging in première op 12 april 2013. De groep sloot zich aan bij de rockband Muse als voorprogramma op hun The 2nd Law Tour in mei 2013 en deed dit opnieuw in juni 2013. In mei 2013 bracht Bastille de EP Haunt via iTunes in de Verenigde Staten uit. Op 24 augustus 2013 werd Things We Lost in the Fire uitgebracht als zesde single van hun debuutalbum. Een videoclip voor het nummer werd opgenomen in Vilnius en Kėdainiai in Litouwen.
Op 9 oktober 2013 bracht Bastille een nieuwe single uit, getiteld Of the Night. Dit is een mash-up van de nummers The Rhythm of the Night van Corona en Rhythm Is a Dancer van Snap!. De single debuteerde op nummer twee in UK Singles Chart. Het nummer promootte All This Bad Blood, een uitgebreide versie van het debuutalbum van de band, uitgebracht op 25 november 2013. In januari 2014 zei Farquarson in een interview met Billboard dat de band tussen de optredens door al aan zijn tweede album was begonnen. De band trad op tijdens Saturday Night Live op 25 januari 2014. Op 4 februari 2014 won Bastille de BRIT Award voor Best Breakthrough Act en speelde hier Pompeii, tezamen met Rudimental en hun nummer Waiting All Night tijdens de ceremonie. Twee uur na hun optreden steeg de verkoop van Bad Blood met 132% waardoor ze een tweede week op nummer één in de UK album chart stonden en Pompeii 29 plaatsen klom bij de singles. Op 1 april 2014 kondigde de Official Charts Company aan dat Bad Blood het meest verkochte digitale album van 2013 was, en nummer elf in de Official Artist Albums Top 40 van 2013. Later in april trad de band op op Coachella in Californië. In september 2014 brachten ze de laatste single van Bad Blood uit, Oblivion. De Bad Blood Tour eindigde in 2014. De band maakte tevens deel uit van de op 10 november 2014 aangekondigde supergroep Band Aid 30. Hun versie van Do They Know It's Christmas? werd uitgebracht op 17 november 2014 en bevatte andere artiesten zoals One Direction en Ed Sheeran. Alle opbrengsten van het nummer werden geïnvesteerd in het oplossen van de ebolacrisis. Het werd de eerste UK #1 van de band.

### VS. en Wild World (2014-2017)

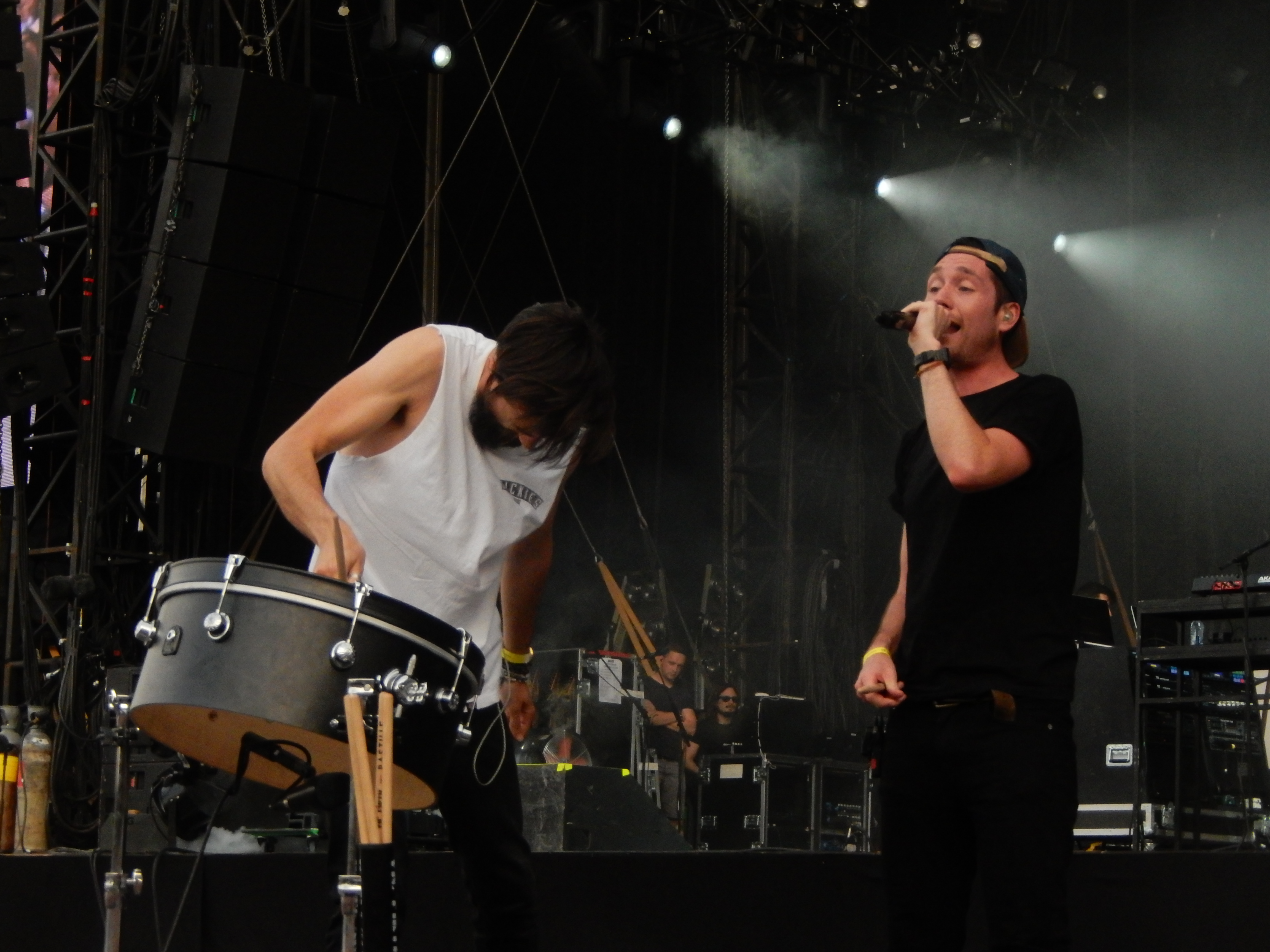
Kyle Simmons en Dan Smith op het Franse Rock en Seine (2016)

Eind 2013 begon Bastille nieuwe nummers te spelen die Blame en Campus heten. Ze begonnen hard te werken aan het nieuwe album. Farquarson zei dat ze "16 of 17 nummers" klaar hadden liggen voor het album. Hij zei ook: "We gaan in september de studio in om op te nemen; hopelijk hebben we tegen die tijd twintig nummers of misschien wel meer. Ik denk dat het altijd beter is om meer materiaal te hebben. Onze producer is met ons op tournee gegaan, dus we hebben dingen gedaan op onze vrije dagen en tijdens de soundcheck." Smith zei dat het album meer gitaren zal bevatten, en als ze elektronisch willen gaan dan kunnen ze dat en als ze meer rock en indie willen spelen dan kunnen ze dat even goed. Op 21 oktober 2014 kondigde Bastille hun derde mixtape aan, VS. (Other People's Heartache, Pt.III), met de release van hun nummer Torn Apart, samen met Grades en Lizzo, op BBC Radio 1. Ze namen tevens het nummer The Driver op voor de film Drive, dat een week later werd uitgebracht en ook op de mixtape stond. VS. werd uitgebracht op 8 december 2014. De band werd dat jaar genomineerd voor Best New Artist op de Grammy Awards, maar verloren van Sam Smith.
In 2015 rekruteerde Bastille een nieuw touringlid, Charlie Barnes. Op 22 september 2015 bracht Bastille een single uit onder de naam Hangin'. Via Facebook werd aangekondigd dat hun tweede album in 2016 zou worden uitgebracht. Tijdens die zomer speelde de band live twee nieuwe nummers: Grip en Snakes. In april 2016 speelde de band een nieuw nummer getiteld The Currents. Op 2 juni 2016 uploadde de band een trailer met daarin een fragment van het toen nog niet uitgebrachte nummer Two Evils die de naam van het album Wild World aankondigde. Op 16 juni 2016 kwam de nieuwe single Good Grief uit. Annie Mac van BBC Radio 1 noemde het de "heetste plaat ter wereld". Het nummer werd onmiddellijk vrijgegeven voor de radio en streamingdiensten. Op 24 juni 2016 speelde Bastille de nummers Good Grief en Two Evils voor het eerst live op Glastonbury Festival als onderdeel van hun set op de Other Stage. Op 30 juni 2016 kondigde Bastille de release van de tweede LP Wild World aan en begon in juli aan hun Wild Wild World Tour. Het album, dat op 9 september werd uitgebracht, bereikte de top van de mid-week sales chart, terwijl de band pop-up winkels in Londen, New York en Los Angeles opzette om de release te promoten. Op 16 september werd bevestigd dat Wild World nummer één had bereikt in zowel de Britse als de Schotse albumhitlijsten. Het album won Best Album op de NME Awards van 2017. Op World Record Store Day 2017 bracht de band een nieuwe single uit met de titel Comfort of Strangers. De band maakte deel uit van de Artists for Grenfell liefdadigheidssingle. Samen met andere artiesten zoals Stormzy en Rita Ora, werd op 21 juni 2017 de cover van het Simon & Garfunkel-nummer Bridge over Troubled Water uitgebracht om geld in te zamelen voor de slachtoffers van de brand in de Grenfell Tower. Het werd de tweede UK #1 van de band.

### Doom Days en Other People's Heartache, Pt. IV (2018-2019)

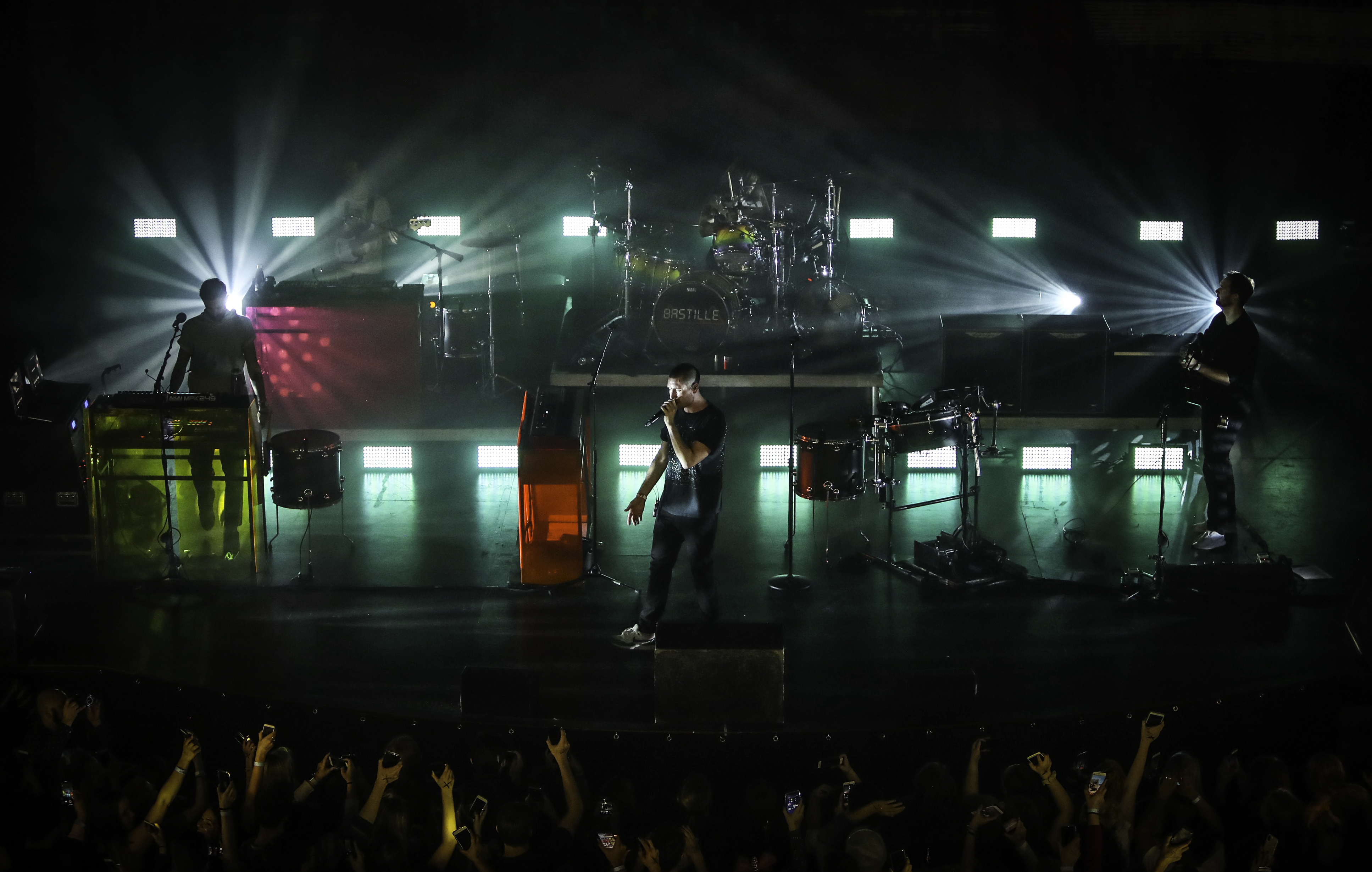
De hele band, inclusief Charlie Barnes, in het Palace Theatre in Saint Paul (2018)

De band kondigde hun derde studioalbum aan, dat op 14 juni 2019 werd uitgebracht. In een gesprek met NME zei Smith: "We stoppen nooit echt met schrijven en opnemen, maar ik kan bevestigen dat we dit jaar veel tijd hebben besteed aan het schrijven van ons derde album." Op 9 november 2017 bracht de band een videoclip uit voor World Gone Mad, een nummer voor de Netflix-film Bright. Op 23 november 2017 brachten Craig David en Bastille I Know You uit, de tweede single van David's album The Time Is Now. De single piekte op nummer 5. Op 9 mei 2018 werd Quarter Past Midnight, de eerste single van hun derde album Doom Days, voor het eerst gespeeld, op BBC Radio 1. Op 17 augustus 2018 brachten Bastille en Marshmello hun single Happier uit, die piekte op nummer twee in de UK Official Charts in oktober 2018 en de Billboard Hot 100 in februari 2019. De band speelde het nummer live op de MTV Europe Music Awards 2018. Begin december 2018 kondigde de band een releasedatum aan voor hun single Grip met Seeb, namelijk 6 december 2018. De mixtape waarop Grip te horen is, Other People's Heartache, Pt IV, werd een dag later, op 7 december 2018, uitgebracht. Een LP van de mixtape werd uitgebracht in onafhankelijke platenwinkels op 13 april 2019, Record Store Day. Op 25 april 2019 bracht Bastille de tweede single en het titelnummer van hun derde album uit, met de gelijknamige titel Doom Days. Op 2 mei 2019 ging de derde single van het album, Joy, in première op BBC Radio 1. Een vierde single, Those Nights, werd uitgebracht op 4 juni 2019.
Op 17 mei 2019 was Bastille te horen op het nummer Won't Let You Go van het Amerikaanse popduo FRENSHIP. Op 14 juni 2019 bracht de band hun derde album Doom Days uit. Het bereikte de top vijf in zowel het Verenigd Koninkrijk als de Verenigde Staten. De band speelde op 28 juni 2019 in Glastonbury in het kader van de promotie van het album. Op 20 september 2019 brachten ze een speciale versie van Million Pieces uit, opgenomen in de Abbey Road Studios met The Chamber Orchestra of London. Dit was een van de nieuwe nummers op het uitgebreide album Doom Days: This Got Out of Hand!. Voor deze uitgebreide versie werd er een nieuwe single uitgebracht, getiteld Another Place, dat werd uitgebracht op 25 oktober 2019 met de Canadese zangeres Alessia Cara. Deze single was een herbewerking van het oorspronkelijke nummer op Doom Days, waarbij het tweede couplet door Cara wordt gezongen. Op 6 december 2019 werd deze uitgebreide versie van het album uitgebracht met elf nummers, waaronder oude nummers die tot dan toe niet op een album waren verschenen, zoals Hangin' en Comfort of Strangers.

### Goosebumps en Give Me The Future (2020-heden)

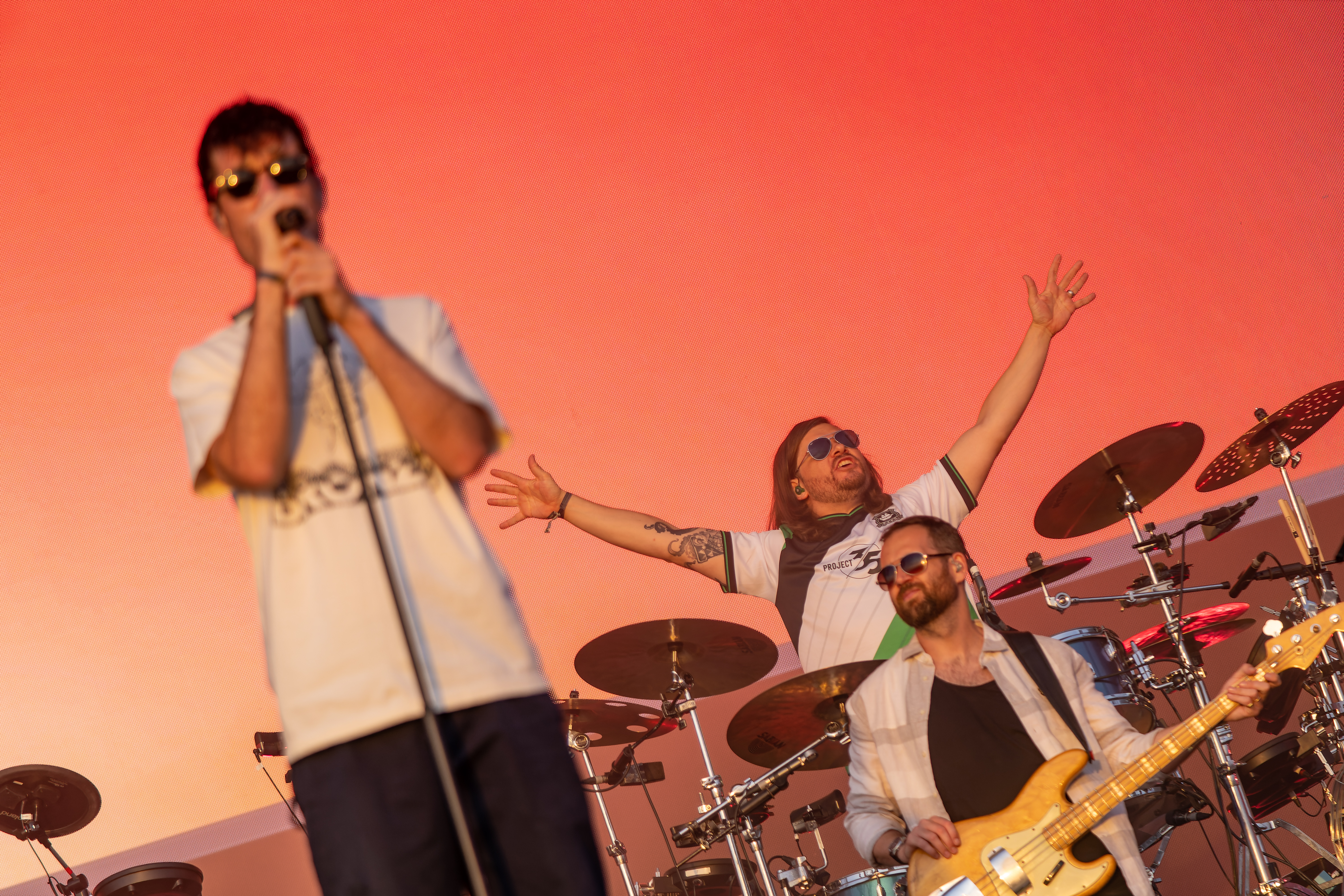
Dan Smith, Chris Wood en Will Farquarson op Boardmasters in Cornwall (2022)

De band was een van de Live Lounge Allstars die de cover van het Foo Fighters nummer Times Like These speelden om fondsen te werven voor de coronapandemie. Het nummer werd uitgebracht op 23 april 2020, en acht dagen later werd het de derde Britse nummer 1-single van de band. Hun eerste eigen nummer sinds This Got Out of Hand! was What You Gonna Do???, dat uitkwam op 30 juni 2020. In het nummer zijn duidelijk meer gitaren aanwezig dan gewoonlijk. Het was dan ook een samenwerking met Graham Coxon, gitarist van Blur. All This Bad Blood werd opnieuw uitgebracht als plaat voor Record Store Day 2020. Op 22 september 2020 bracht de band het nummer Survivin' uit. What You Gonna Do??? en Survivin'  maakten, samen met een derde single Goosebumps, deel uit van de gelijknamige ep Goosebumps die werd uitgebracht op 4 december 2020. Op het nummer Goosebumps is ook Kenny Beats te horen.
Op 15 januari 2021 bracht de band een ReOrchestrated versie van hun nummer Warmth uit, als voorbode van de EP Roots of ReOrchetrated en de documentaire ReOrchestrated. Ze waren die zomer onder meer headliner op Standon Calling en Latitude Festival met hun ReOrchestrated show. Op 23 juni brachten ze de eerste single van hun vierde album uit, getiteld Distorted Light Beam. Later volgden titelnummer Give Me the Future, Thelma + Louise, No Bad Days en uiteindelijk Shut Off the Lights op 14 januari 2022. Het album Give Me the Future kwam uit op 4 februari dat jaar. Later dat jaar werden er nog drie singles uitgebracht, Run Into Trouble, Remind Me en Revolution, die verschenen op het vervolgalbum Dreams of the Past dat verscheen op 26 augustus. In 2021 speelde de band een MTV Unplugged-concert in Porchester Hall, dit werd wereldwijd uitgezonden op MTV in december 2021. Hier speelden ze onder meer voor het eerst Hope for the Future, een nummer van Dreams of the Past. Mede hierdoor werden er geen camera's toegelaten tijdens het concert. Er is een MTV Unplugged album aangekondigd door Smith, maar een releasedatum is vooralsnog onbekend.

## Discografie

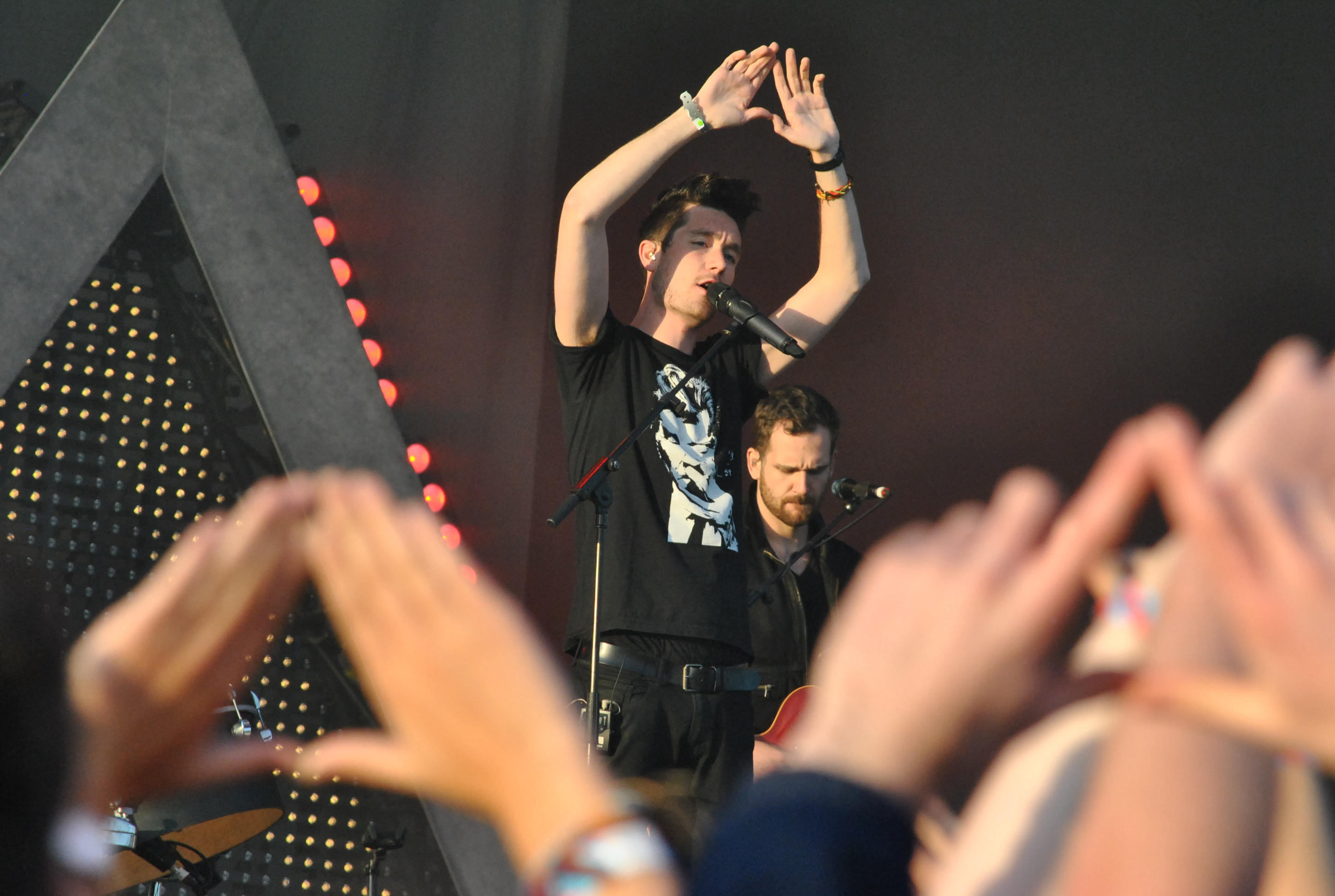
De "A" in Bastille wordt geschreven als een delta, het logo van de band

De discografie van Bastille bestaat uit vijf studioalbums, een livealbum en vier zogenaamde mixtapes (een door de band zelf gehanteerde term voor albums die bewerkingen van eigen nummers, samples, covers en veel gastartiesten bevatten).

### Albums
- Bad Blood (2013)
- Wild World (2016)
- Doom Days (2019)
- Give Me the Future (2022)
- "&" (Ampersand) (2024)

#### Livealbums
- MTV Unplugged (2023)

#### Mixtapes
- Other People's Heartache (2012)
- Other People's Heartache, Pt. 2 (2012)
- VS. (Other People's Heartache, Pt. III) (2014)
- Other People's Heartache, Pt. 4 (2018)

### Hitlijsten

#### Albums
| Album met eventuele hitnotering(en) in de Nederlandse Album Top 100 | Datum van verschijnen | Datum van binnenkomst | Hoogste positie | Aantal weken | Opmerkingen |
| ------------------------------------------------------------------- | --------------------- | --------------------- | --------------- | ------------ | ----------- |
| Bad Blood                                                           | 04-03-2013            | 09-03-2013            | 9               | 76           | Goud        |
| Wild World                                                          | 09-09-2016            | 17-09-2016            | 4               | 18           |             |
| Doom Days                                                           | 14-06-2019            | 22-06-2019            | 8               | 6            |             |
| Give Me the Future                                                  | 04-02-2022            | 12-02-2022            | 10              | 1            |             |
| "&" (Ampersand)                                                     | 25-10-2024            | 02-11-2024            | 13              | 1            |             |

| Album met hitnotering(en) in de Vlaamse Ultratop 200 albums | Datum van verschijnen | Datum van binnenkomst | Hoogste positie | Aantal weken | Opmerkingen |
| ----------------------------------------------------------- | --------------------- | --------------------- | --------------- | ------------ | ----------- |
| Bad Blood                                                   | 2013                  | 16-03-2013            | 6               | 66           |             |
| Wild World                                                  | 2016                  | 17-09-2016            | 2               | 30           |             |
| Doom Days                                                   | 2019                  | 22-06-2019            | 5               | 25           |             |
| Give Me the Future                                          | 04-02-2022            | 12-02-2022            | 15              | 7            |             |
| "&" (Ampersand)                                             | 25-10-2024            | 02-11-2024            | 9               | 1            |             |

#### Singles
| Single met eventuele hitnotering(en) in de Nederlandse Top 40 | Datum van verschijnen | Datum van binnenkomst | Hoogste positie | Aantal weken | Opmerkingen                                               |
| ------------------------------------------------------------- | --------------------- | --------------------- | --------------- | ------------ | --------------------------------------------------------- |
| Pompeii                                                       | 2013                  | 02-03-2013            | 14              | 12           | Nr. 18 in de Single Top 100                               |
| Things We Lost in the Fire                                    | 2013                  | 14-09-2013            | tip2            | -            | Nr. 57 in de Single Top 100                               |
| Of the Night                                                  | 2013                  | 30-11-2013            | tip2            | -            | Nr. 88 in de Single Top 100                               |
| Laura Palmer                                                  | 2013                  | 01-03-2014            | tip5            | -            |                                                           |
| Torn Apart                                                    | 2014                  | 08-11-2014            | tip2            | -            | met Grades                                                |
| Do They Know It's Christmas?                                  | 2014                  | 08-11-2014            | tip4            | -            | met Band Aid                                              |
| Good Grief                                                    | 2016                  | 09-07-2016            | 13              | 19           | Nr. 47 in de Single Top 100 / Alarmschijf                 |
| Send Them Off!                                                | 2016                  | 22-10-2016            | tip9            | -            |                                                           |
| World Gone Mad                                                | 2017                  | 09-12-2017            | 27              | 9            | Soundtrack Bright / Alarmschijf                           |
| Quarter Past Midnight                                         | 2018                  | 19-05-2018            | 30              | 5            | Nr. 76 in de Single Top 100                               |
| Happier                                                       | 2018                  | 08-09-2018            | 5               | 23           | met Marshmello / Nr. 5 in de Single Top 100 / Alarmschijf |
| Grip                                                          | 2018                  | 05-01-2019            | 17              | 10           | met SeeB / Nr. 69 in de Single Top 100 / Alarmschijf      |
| Joy                                                           | 2019                  | 18-05-2019            | 28              | 11           |                                                           |
| Another Place                                                 | 2019                  | 02-11-2019            | tip9            | -            | met Alessia Cara                                          |
| Times Like These                                              | 2020                  | 02-05-2020            | tip13           | -            | met Live Lounge Allstars                                  |
| survivin'                                                     | 2020                  | 26-09-2020            | tip9            | -            |                                                           |
| Distorted Light Beam                                          | 2021                  | 26-06-2021            | tip16           | -            |                                                           |
| Thelma + Louise                                               | 2021                  | 28-08-2021            | tip25           | -            |                                                           |
| Shut Off the Lights                                           | 2022                  | 12-02-2022            | 14              | 15           |                                                           |
| Head Down                                                     | 2023                  | 06-01-2024            | 35              | 22           | met Lost Frequencies                                      |

| Single met hitnotering(en) in de Vlaamse Ultratop 50 | Datum van verschijnen | Datum van binnenkomst | Hoogste positie | Aantal weken | Opmerkingen                       |
| ---------------------------------------------------- | --------------------- | --------------------- | --------------- | ------------ | --------------------------------- |
| Flaws                                                | 2013                  | 02-03-2013            | tip7            | -            |                                   |
| Pompeii                                              | 2013                  | 27-04-2013            | 3               | 26           | Nr. 3 in de Radio 2 Top 30        |
| Laura Palmer                                         | 2013                  | 14-09-2013            | 12              | 14           | Nr. 8 in de Radio 2 Top 30        |
| Of the Night                                         | 2013                  | 21-12-2013            | 39              | 4            |                                   |
| Things We Lost in the Fire                           | 2013                  | 25-01-2014            | 10              | 15           | Nr. 10 in de Radio 2 Top 30       |
| Bad Blood                                            | 2014                  | 12-07-2014            | tip5            | -            |                                   |
| Do They Know It's Christmas?                         | 2014                  | 29-11-2014            | 1               | 6            | met Band Aid                      |
| Torn Apart                                           | 2014                  | 06-12-2014            | tip4            | -            | met Grades                        |
| Good Grief                                           | 2016                  | 02-07-2016            | 20              | 15           |                                   |
| Send Them Off!                                       | 2016                  | 19-11-2016            | 50              | 1            |                                   |
| Warmth                                               | 2016                  | 07-01-2017            | tip2            | -            |                                   |
| Glory                                                | 2016                  | 24-06-2017            | tip25           | -            |                                   |
| Bridge over Troubled Water                           | 2017                  | 01-07-2017            | tip26           | -            | met Artists for Grenfell          |
| I Know You                                           | 2017                  | 23-12-2017            | tip16           | -            | met Craig David                   |
| World Gone Mad                                       | 2017                  | 14-04-2018            | 36              | 4            |                                   |
| Quarter Past Midnight                                | 2018                  | 02-06-2018            | 29              | 17           |                                   |
| Happier                                              | 2018                  | 01-09-2018            | 7               | 35           | met Marshmello / Goud             |
| Grip                                                 | 2018                  | 02-02-2019            | 32              | 14           | met SeeB                          |
| Doom Days                                            | 2019                  | 04-05-2019            | tip23           | -            |                                   |
| Joy                                                  | 2019                  | 18-05-2019            | 24              | 18           |                                   |
| Those Nights                                         | 2019                  | 15-06-2019            | tip             | -            |                                   |
| Another Place                                        | 2019                  | 09-11-2019            | tip             | -            | met Alessia Cara                  |
| Admit Defeat                                         | 2019                  | 14-12-2019            | tip27           | -            |                                   |
| Can't Fight This Feeling                             | 2019                  | 21-12-2019            | tip23           | -            | met London Contemporary Orchestra |
| Times Like These                                     | 2020                  | 02-05-2020            | tip39           | -            | met Live Lounge Allstars          |
| WHAT YOU GONNA DO???                                 | 2020                  | 08-08-2020            | tip14           | -            | met Graham Coxon                  |
| survivin'                                            | 2020                  | 03-10-2020            | tip8            | -            |                                   |
| Merry Xmas Everyone                                  | 2020                  | 26-12-2020            | tip             | -            |                                   |
| Head Down                                            | 2023                  | 06-01-2024            | 12              | 22           | met Lost Frequencies              |

#### NPO Radio 2 Top 2000
| Nummers met noteringen in de NPO Radio 2 Top 2000 | '13  | '14 | '15  | '16  | '17  | '18  | '19  | '20 | '21 | '22 | '23 | '24 |
| ------------------------------------------------- | ---- | --- | ---- | ---- | ---- | ---- | ---- | --- | --- | --- | --- | --- |
| Good Grief                                        | ×    | ×   | ×    | 1738 | 1398 | 1946 | -    | -   | -   | -   | -   | -   |
| Pompeii                                           | 1353 | 247 | 392  | 367  | 570  | 632  | 746  | 911 | 738 | 760 | 711 | 849 |
| Things We Lost in the Fire                        | -    | 552 | 1026 | 843  | 1310 | 1593 | 1881 | -   | -   | -   | -   | -   |
| World Gone Mad                                    | ×    | ×   | ×    | ×    | -    | 1484 | 1777 | -   | -   | -   | -   | -   |

1. ↑  Een '-' betekent dat het nummer niet was genoteerd, een '×' betekent dat het nummer nog niet was uitgebracht en een vetgedrukt getal geeft de hoogste notering van een nummer aan.
2. ↑  2013 was het eerste jaar met een notering voor Bastille.